# Michałów (powiat ostrzeszowski)
Michałów – wieś w Polsce położona w województwie wielkopolskim, w powiecie ostrzeszowskim, w gminie Czajków.
W latach 1975–1998 miejscowość należała administracyjnie do województwa kaliskiego.